# TULIP LIVE The 1000th
『TULIP LIVE The 1000th』（チューリップ ライヴ ザ 1000ス）は、チューリップのライブ・アルバム。1982年12月21日発売。

## 解説
1982年8月14日によみうりランドで行われた1000回記念ライブの様子の一部を収録したアルバムである。
第1期のライブの名残を残していた最後の時期であったこともあり、宇宙路線をあくまでポップ、ロックの一つとして聴くことが出来る。このイベント以降、定番としていた第1期の楽曲がライブでの選曲から漏れることが増えていき、ライブ全体も宇宙路線の濃いものになっていく。
歌詞カードにカラー印刷され、ジャケットにも立体印刷されている、ライブのテーマでもある「太陽」「月」「地球」は5歳児の遠藤大輔によるものと表記されている。

## 収録曲
SIDE 1
1. Prologue ～The Love Map Shop
  - 作詞／作曲：財津和夫　ボーカル：財津和夫
  - 当日昼間の様子から開演直前にかけての会場での観衆の声が、プロローグとして収録されている。
2. 置いてきた日々
  - 作詞／作曲：財津和夫　ボーカル：財津和夫
3. Silent Love
  - 作詞／作曲：財津和夫　ボーカル：財津和夫
4. 虹とスニーカーの頃
  - 作詞／作曲：財津和夫　ボーカル：財津和夫
5. めぐり逢いは想い出
  - 作詞：財津和夫／作曲：宮城伸一郎　ボーカル：宮城伸一郎

SIDE 2
1. そんな時
  - 作詞／作曲：財津和夫　ボーカル：財津和夫
2. 木馬
  - 作詞：安部俊幸／作曲：姫野達也　ボーカル：財津和夫・姫野達也
  - ボーカルパートを一部入れ替えて歌われている。
3. 悪魔の子守唄　※財津のソロ楽曲
  - 作詞／作曲：財津和夫　ボーカル：チューリップ
  - メンバー全員が交代でボーカルをとっている。
4. I am the Editor（この映画のラストシーンは、ぼくにはつくれない）
  - 作詞／作曲：財津和夫　ボーカル：財津和夫
5. 日曜の風景画
  - 作詞：財津和夫／作曲：姫野達也　ボーカル：姫野達也

SIDE 3
1. 博多っ子純情
  - 作詞：安部俊幸／作曲：姫野達也　ボーカル：姫野達也
2. VOLUME・10
  - 作詞／作曲：宮城伸一郎　ボーカル：宮城伸一郎
3. 生まれる星
  - 作詞／作曲：財津和夫　ボーカル：財津和夫
4. Shooting Star
  - 作詞／作曲：財津和夫　ボーカル：財津和夫

SIDE 4
1. 光の輪　※財津のソロ楽曲　～アルバトロス　※退場SE
  - 作詞／作曲：財津和夫　ボーカル：財津和夫
2. 夢中さ君に
  - 作詞／作曲：財津和夫　ボーカル：財津和夫・姫野達也・宮城伸一郎
  - Aメロ、Bメロ部分のボーカルを姫野、宮城が担当し、それ以降は財津が担当している。
3. 魔法の黄色い靴
  - 作詞／作曲：財津和夫　ボーカル：財津和夫
4. 青春の影
  - 作詞／作曲：財津和夫　ボーカル：財津和夫
5. 2222年ピクニック
  - 作詞／作曲：財津和夫　ボーカル：財津和夫
6. エピローグ（美しい星）
  - 作曲：財津和夫
  - ピアノのみで演奏されているオリジナルバージョン。

## クレジット
Producer: KAZUNAGA NITTA
Director: KEIICHI YONEDA
Engineer: TAKESHI ITO
Stage Producer: EIJI OKADA
Stage Manager: MITSUHIRO NAGAO
Stage P.A. Engineer: JUNICHI IIOKA
Stage Lighting Engineer: MITSUMASA HAYASHI
Stage Art Director: HARUKI TAKAHASHI
Manager: HIDEAKI ASO, HIDEO SETO, SHOGO TANAKA
Album Design: TAKUYA OHNO DESIGN OFFICE
Photograph: KENJI TAGUCHIPHOTO OFFICE, GORO IWAOKA(G.B.)
Photograph Supply: G.B.
ALL SONGS WRITTEN, COMPOSED AND PERFORMED BY TULIP
RECORDED IN TULIP LAND ON AUGUST 14. 1982
RE-MIXED AT STUDIO TAKE ONE FROM SEPTEMBER TO OCTOBER. 1982
EXECUTIVE MANAGEMENT BY Cricket
I dedicate this record to Haruo Miyauchi

## 発売履歴
| 発売日         | レーベル                 | 品番 | 規格品番      | 備考                                                                                           |
| -------------- | ------------------------ | ---- | ------------- | ---------------------------------------------------------------------------------------------- |
| 1982年12月21日 | 東芝EMI / EXPRESS        | LP   | ETP-60474-75  |                                                                                                |
| 1982年12月21日 | 東芝EMI / EXPRESS        | CT   | ZH40-1280     |                                                                                                |
| 1993年9月29日  | 東芝EMI / EXPRESS        | CD   | TOCT-8126-27  |                                                                                                |
| 2005年8月3日   | ユニバーサルミュージック | CD   | TOCT-25790-91 | 初回限定盤、紙ジャケット仕様、24bitデジタルリマスター オリジナル発売日は1982年12月25日との記載 |